# AMC 34
O AMC 34 foi um tanque de cavalaria do exército francês, e foi utilizado durante a Segunda Guerra Mundial na Batalha da França.

## Desenvolvimento
Alarmados com o rápido crescimento do exército vermelho, em 24 de dezembro de 1931 o exército francês concebeu um plano de mecanização da sua cavalaria. Então foram desenvolvidos os Automitrailleuse de Combat ou AMC de blindagem leve (nove toneladas) mas rápida (velocidade de cruzeiro de 35 km/h) e fortemente armados (arma de 47 mm) de tanque de combate, capaz de combater a blindagem inimiga. O plano foi confirmado pelo Comando Supremo Francês em 23 de janeiro de 1932 e aprovado pelo ministro de defesa em 9 de dezembro.
Mesmo antes do plano Louis Renault já estava desenvolvendo algo parecido quando foi informado do plano, é então ele acionou a sua equipe de criadores para a criação de um Automitrailleuse de Combat, AMC. A equipe propôs que chapas de aço fossem soldadas, mas Renault recusou esta ideia e contratou uma equipe profissional de soldadores. No entanto a equipe tomou a iniciativa de construir um Renault VO protótipo soldado a partir de um Char Rapide (tanque rápido). Que poderia servir também de base para o AMR 33 construído paralelamente ao AMC 34. Em 9 de março de 1934 foi feito um pedido para uma pré-série de doze chassis do AMC 34: depois, uma escolha seria feita para as torres padrão. O primeiro foi entregue em 17 de outubro de 1935.